# IC 4890
IC 4890 ist eine Balken-Spiralgalaxie vom Hubble-Typ SBb im Sternbild Teleskop am Südsternhimmel. Sie ist schätzungsweise 231 Millionen Lichtjahre von der Milchstraße entfernt und hat einen Durchmesser von etwa 75.000 Lj. 
Das Objekt wurde am 3. Oktober 1901 von DeLisle Stewart entdeckt.